# Natiche

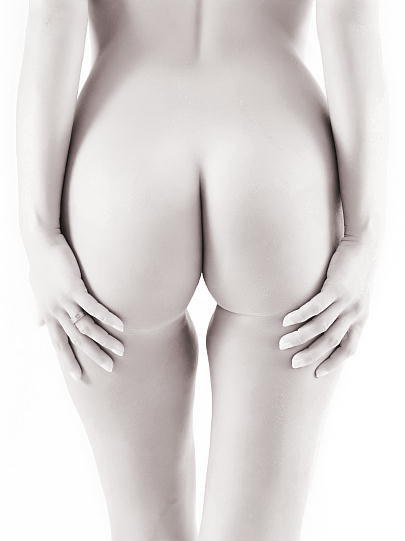
Natiche femminili

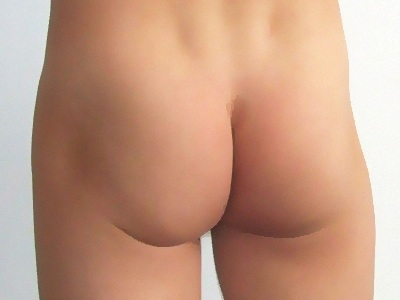
Natiche maschili

Le natiche costituiscono la parte superiore della coscia e quella inferiore del tronco dei primati.
La parola "natiche", anche dette glutei, chiappe, culo (volgare, derivante dal latino culus), fondoschiena, sedere, posteriore, didietro, deretano o lato B, identificano una rotondità adiposa sovrastante il muscolo grande gluteo, che ricopre l'intera regione glutea, costituita dai piani ossei dell'anca e dell'ischio.
Il margine superiore è individuato dalla cresta iliaca e quello inferiore dal solco orizzontale del gluteo. Le natiche sono separate dal solco intergluteo, in cui è situato l'ano.
I glutei permettono ai primati di sedersi senza il bisogno di poggiare il proprio peso sugli arti, come fanno gli altri mammiferi.

## Connotazioni
Le natiche in quanto segnale sessuale sono considerate attraenti da molte culture, e valutate esteticamente in vario modo. Fin dalla preistoria si possiedono raffigurazioni di donne dai caratteri sessuali (in particolare le natiche) esageratamente accentuati (le "Veneri del Neolitico"). Nell'antichità classica spesso Venere/Afrodite è raffigurata come "callipigia" (cioè "dalle belle natiche", dal greco kalós e pygé). Le natiche della donna, vista di spalle, sono iscrivibili in un cerchio. Quelle dell'uomo sono approssimativamente iscrivibili in un quadrato.
Le natiche, normalmente coperte nella maggior parte delle culture, possono essere esposte come segno di protesta, per provocazione o per semplice divertimento. Scoprire le natiche di qualcuno all'improvviso può essere fonte di umiliazione (da questo deriva la locuzione "prendere per il culo" - o anche perculare - come sinonimo di "prendere in giro, dileggiare").
Molti comici, scrittori e artisti trovano in tutto questo una fonte di umorismo e divertimento.
È molto comune l'uso delle natiche come metonimia per l'intera persona, spesso con connotazioni negative. Ad esempio una persona può dire "muovi il culo" come esortazione per la fretta o urgenza. Espresso come una funzione punitiva, una punizione o un attacco diventa "prendere a calci in culo". Una connotazione positiva è presente nella popolare espressione "avere culo", dove le natiche simboleggiano la fortuna.

## Sinonimi nel romanesco del Belli
Così come per gli organi sessuali maschili (comprendente pene e testicoli) e femminili, Giuseppe Gioachino Belli volle dedicare un suo ironico sonetto ai sinonimi del termine "natiche" adottati comunemente dal popolino romano (o supposti tali).

Pe nnun dí cculo, ppòi dí cchiappe, ano,

preterito, furello, chitarrino,

patume, conveggnenze, signorino, 1

mela, soffietto, e Rrocca-Canterano.2

Di’ ttafanario, culeggio-romano,3

Piazza-culonna,4 Culiseo,5 cuscino,

la porta der cortile, er perzichino,

bbommè,6 ffrullo, frullone e dderetano.

Faccia de dietro, porton de trapasso,

er cularcio,7 li cuarti, er fiocco, er tonno,

e ll’orgheno, e ’r trommone,8 e ’r contrabbasso.

E cc’è cchi lluna-piena l’ha cchiamato,

nacch’e ppacche, sedere, mappamonno,

Per non dire culo, puoi dire chiappe, ano,

preterito, furello, chitarrino,

patume, convenienze, signorino,

mela, soffietto, e Rocca-Canterano.

Di’ tafanario, culeggio-romano,

Piazza Culonna, Culiseo, cuscino,

la porta del cortile, il perzichino,

bombè, frullo, frullone e deretano.

Faccia di dietro, porton di trapasso,

il cularcio, i quarti, il fiocco, il tondo,

e l’organo, e il trombone, e il contrabbasso.

E c’è chi l’ha chiamato luna piena,

nacch’e ppacche, sedere, mappamondo,

cocomero, secesso, e vicinato.»
(Giuseppe Gioachino Belli, sonetto n. 614, Pijjate e ccapate, datato 15 dicembre 1832)

## Cultura di massa (cinema, TV, spettacolo)

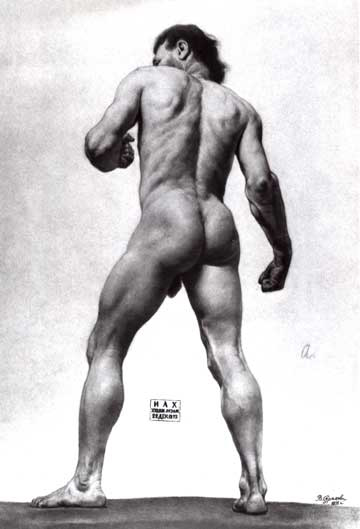
Uomo (V. I. Surikov)

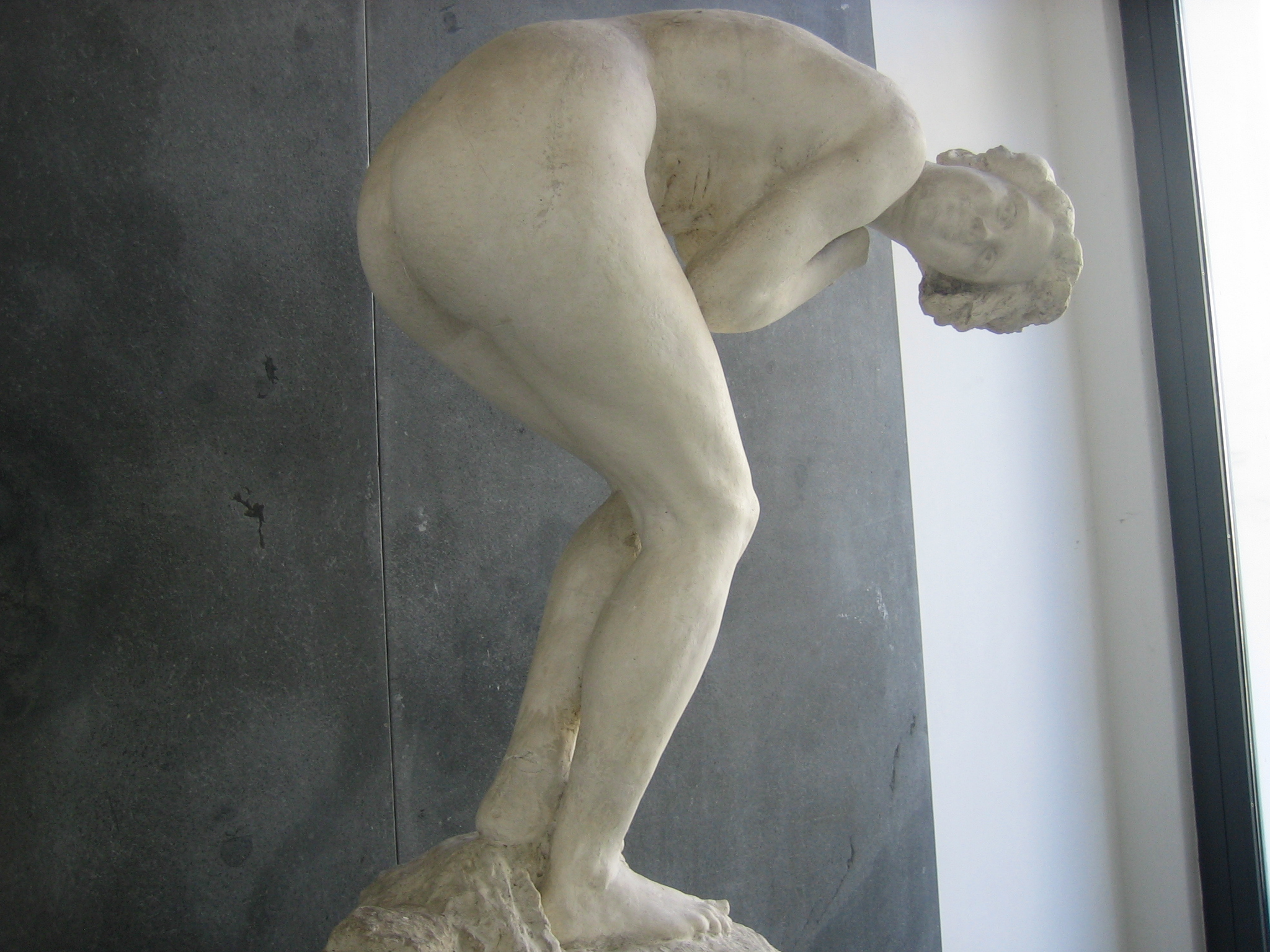
Le natiche de La Giumenta al Museo di San Martino (Napoli)

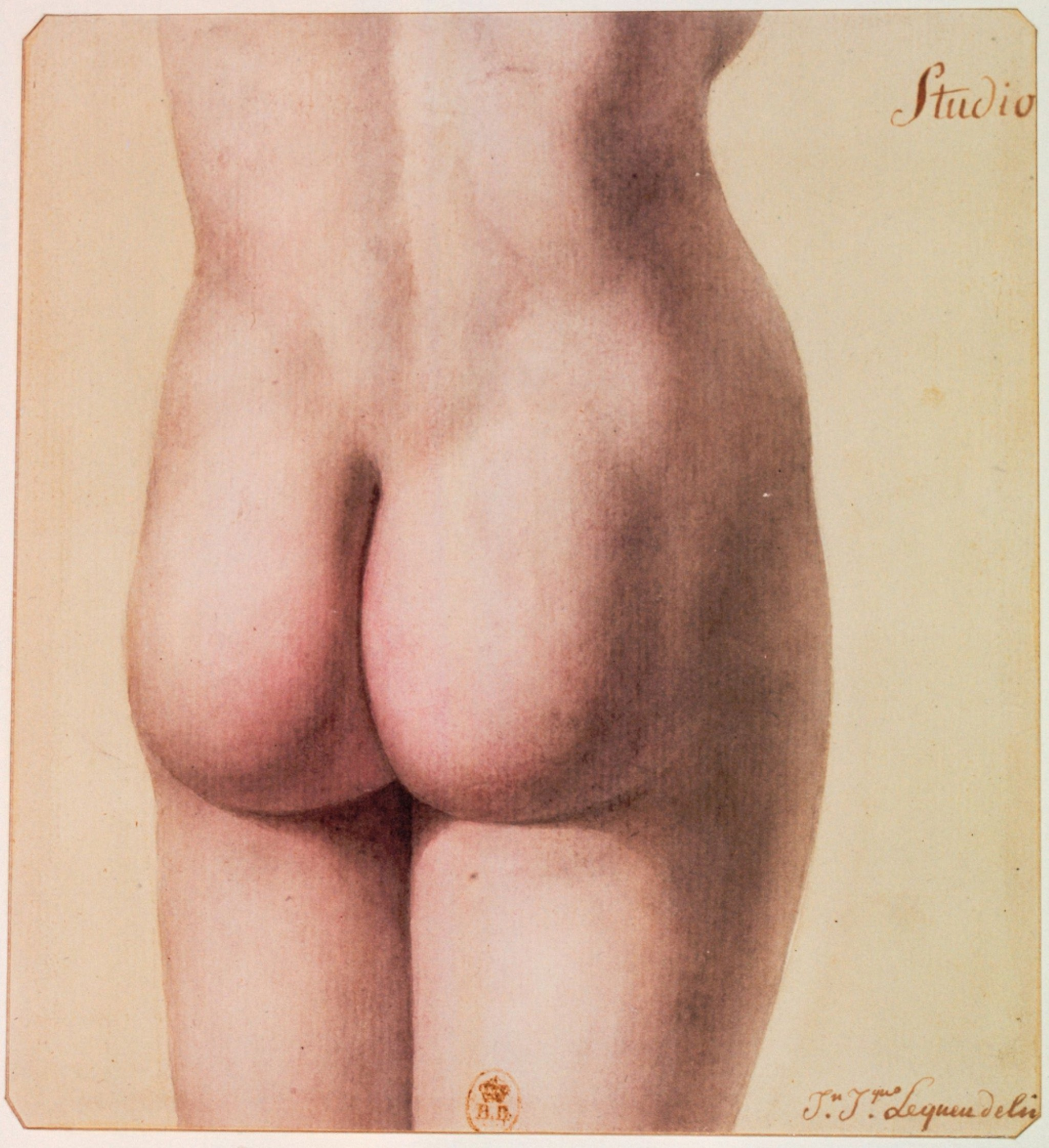
Jean-Jacques Lequeu (c. 1785).
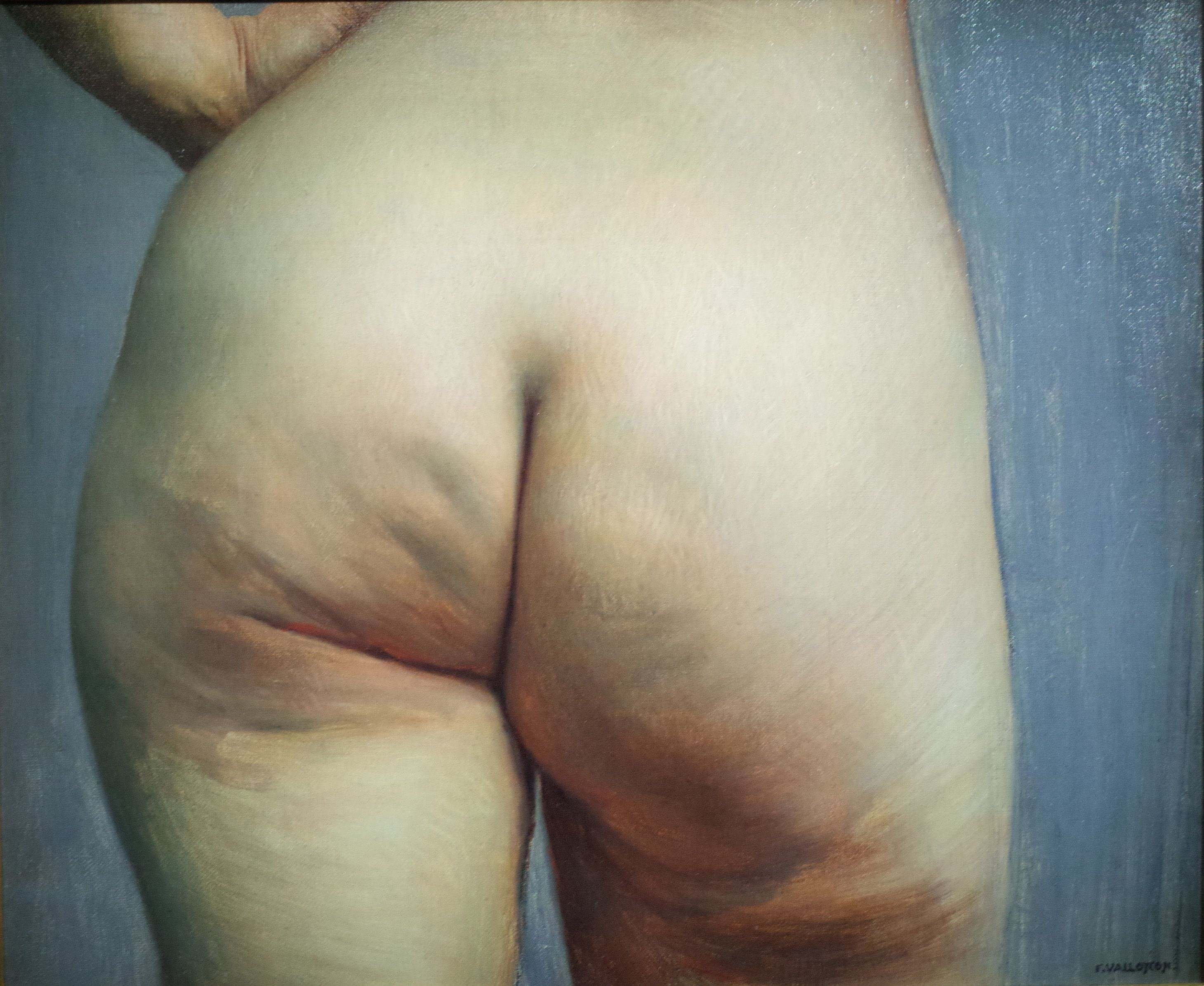
Félix Vallotton, Studio di natiche (c. 1884).